# Herman Koroški
Herman Koroški Slovan Secundus (latinsko Sclavus Secundus), slovenski filozof, astronom, astrolog, matematik, meteorolog, prevajalec in pisatelj, * okoli 1100.   Najprej so predpostavljali, da je bil rojen  v severni  Istri, takrat   Vojvodina Koroška in slovensko jezikovno govorno območje (Bezlaj, 1976), kasneje stoletja do konca 1. svetovne vojne del Vojvodine Kranjske (danes Slovenija in Hrvaška), † okoli 1160.  Danes dokazano, da je bil rojen v bližini kraja Sveti Peter v Lesu (St. Peter im Holz) na sedanjem avstrijskem Koroškem.

## Polemike o Hermanovi istovetnosti
Rojstni kraj Hermana Koroškega je navkljub mnogim argumentom sporen, vendar kaže, da je to Sveti Peter v Lesu (St. Peter im Holz) na sedanjem avstrijskem Koroškem:
1. vir: Uvodni spis v Abu Mašarjevo astronomsko-astrološko delo (»Liber introductorius in astrologiam Albumazar«), kjer Herman med naštevanjem evropskih dežel navaja: »... trije deli Istre, obmorska in gorata, v sredini naša domovina Karintija...«[2]
2. Sveti Peter v Lesu (St. Peter im Holz) na sedanjem avstrijskem Koroškem  (J. Šumrada, 1996; D. Thomas in A. Mallett, 2011)
3. vir: Bruna Kuntić-Nakvić (v knjigi Živa antika): »Dalmata« je lahko tudi sinonim za Slovane nasploh, saj so tudi Čehi in Poljaki govorili o svojem »dalmatinskem« poreklu. To imenovanje morda izhaja iz časov, ko so po srednjeevropskih trgovskih poteh zbirali sužnje, večinoma po poreklu iz »poganskega« slovanskega vzhoda. Najpogostejša trgovina je bila v Dalmaciji, kjer so Benečani in Arabci plenili po obalah Jadranskega morja.
4. vir: Kajetan Gantar: Louvainski rokopis je nedvoumno trdil: »Hermanus iste astrologus fuit, natus in Karinthia« (Herman je bil astrolog, rojen v Karintiji).
5. vir: Antun Slavko Kalenić (De textu Hermanni tractatus qui de essentiis inscribitur, (COBISS) navaja politično zamenjavo med Istro in Karantanijo: »Engelbert II. Ortenburški je leta 1090 postal mejni grof istrski, Henrik Ortenburški pa je bil 1122 ustoličen kot koroški vojvoda.«

V rokopisih je njegovo ime večkrat navedeno v raznih različicah:
- Herman Secundus (drugi), da bi ga lahko razlikovali od Hermana Contractusa (pohabljenega),
- Herman Sclavus (Slovan), da bi ga lahko razlikovali od Hermana Alemanusa ali Suevusa,
- Herman Nellingaunensis.

Dve zmotni in zavajajoča imeni, ki ne označujeta Hermana Koroškega, sta:
- Herman Ketenensis (iz Kettona v Rutlandshireu) in
- Herman Retinensis.

## Življenje
Po vsej verjetnosti je Herman Koroški hodil v neko benediktinsko samostansko šolo v Istri. V mladosti je živel v južni Franciji in Španiji. Svoje filozofsko in filološko znanje je pridobil v znamenitih šolah, Bernardovi in Teodorikovi v Chartresu in v Parizu med letoma 1130 do 1135. Teodorik (Thierry) (okoli 1085 - okoli 1150) je bil mlajši Bernardov brat in platonik. Med njegovi učenci je bil tudi Janez Salisburški (Johannes de Saresberia Parvus) (okoli 1110/1115-1180). Teodorik je nekaj časa učil v Parizu do leta 1141, potem pa se je vrnil v Chartres.
Po študiju je Herman s svojim sošolcem Robertom iz Kettona odpotoval v arabske dežele na vzhod. V Carigradu in Damasku je spoznal tedanjo arabsko znanost.
Okoli leta 1138 se je vrnil v Evropo in deloval v Španiji in južni Franciji. V Španiji je deloval nekaj časa v prevajalski delavnici škofa Rajmunda. Velik del njegovega dela je ostal brezimen.

## Dela
Njegovo prvo znano delo je prevod, objavljen v Španiji leta 1138, šesta knjiga astrološkega (astronomskega) traktata judovskega (arabskega) pisca Saul (Sahl) ben ibn Bišra (Bishra), v Hermanovem prevodu imenovan Zaelis fatidica ali Liber sextus astronomie. Saul ben ibn Bišra je pisal pod vplivom grške astrološke tradicije in prvih pet knjig njegovega dela se je ohranilo v prevodu Ivana (Juana) iz Seville (Johannes Hispanus) (okoli 1090 - okoli 1150). Besedilo šeste knjige je razdeljeno v sedem razprav, ki obdelajo tri tematske sklope. Prvi sklop govori o različnih spremembah v svetu, drugi o spremembah v zraku in tretji o neenakostih med ljudmi, ki nastanejo zaradi neizbežnih različnih vplivov. Delo vsebuje razprave o planetih, napovedovanjih iz njihovih vzvratnih gibanj in medsebojnih položajih in napovedovanjih na osnovi gibanj kometov.
Okoli leta 1140 je prevedel astronomsko delo Abu Mašarja Uvod v astronomijo (Kitab al-madkhal ila ilm ahkam al nujum). Ta prevod je večkrat natisnjen pod naslovom Liber introductorius in astronomiam Albumasaris, Abalachii (Avgusta Vindelicorum, (Augsburg) 1489, Benetke 1495 in 1506). To delo je prvi prevedel v latinščino Ivan Seviljski leta 1133 in vsebuje probleme iz grške filozofije, arabske astronomije in vzhodnjaške astrologije. Velik del Hermanovih prevodov se je znašel v delu Knjiga astronomskih sodb Rogerja iz Hereforda. Ivanov prevod je bolj dobeseden in krajši od Hermanovega.
Herman je najverjetneje v tem času iz arabskih prevodov prevedel al-Hvarizmijeve astronomske tabele (zij), ki jih je prevedel tudi leta 1126 Adelard (1075-1164) iz Batha, in Evklidove geometrijske Elemente (Euclidis geometria (Elementa)), ki jih je v tistem času prevedel tudi Adelard.
Okoli leta 1142 je Herman začel v Leónu prevajati v latinščino Kur'an in prevedel dva traktata De generatione Muhamet et nutritura eius in Doctrina Muhamet. Z nedokončanim prevodom Kur'ana je nadaljeval. Končal ga je leta 1143 njegov angleški prijatelj Robert de Retina iz Chestra. Izvorni rokopis tega prevoda je v Carigradu našel Ivan Stay. Po tem rokopisu in prepisu latinskega prevoda Petra Častitljivega (Petrus Venerabilis) (1094-1156), opata iz Clunyja, je leta 1543 Teodor Bibliander (1504-1564) izdal Kur'an v Baslu. V tej izdaji sta objavljena tudi Hermanova prevoda dveh razprav o islamu skupaj z Luthrovim Predgovorom.
Njegovo največje prevajalsko delo je latinski prevod Ptolemejevega dela Planisphaerium, ki ga je prevedel po arabskem prevodu iz grščine, skupaj s komentarji astronoma Maslama ibn Ahmeda al-Majritija, ki je deloval v Kordobi v 10. stoletju. Preko tega prevoda, objavljenega v Toulousu leta 1143, so se zahodnoevropski sholastiki prvič spoznali s Ptolemejevimi astronomskimi nazori. Za njegov prevod so dolgo časa verjeli, da je edina sled izvirnega Ptolemejevega dela. Pozneje so našli ohranjen še neki drug prevod v arabščini v Istanbulu.
Herman je prevedel tudi Ptolemejevo delo Kanoni. Dolgo so mislili, da je Ptolemeja prevedel Nemec Herman Contractus in ne on.
Od njegovih izvirnih filozofskih del je do nas prodrlo delo O bistvih (De essentiis), v katerem razpravlja o petih aristotelovskih kategorijah (causa, motus, spatium, tempus, habitudo). To razpravo je začel pisati leta 1143 v Toulousu in jo končal istega leta v Beziersu. Leta 1982 so knjigo ponatisnili v Nemčiji, leta 1990 pa je izšel hrvaški komentirani prevod v dvojezični izdaji (COBISS).
Pripisujejo mu še nekatera dela: meteorološko Knjiga o padavinah (Liber imbrium) (1140 do 1141), astrološko O raziskovanjih srca (De indagatione cordis) (po 1140), matematično in astronomsko De mensura, De utilitatibus astrolabii), De compositione et usu astrolabii (pred 1143), itd. V besedilu knjige De indagatione cordis so navedena imena znanstvenikov, katerih dela je poznal in uporabljal Herman: Abu Mašar (787-886), Saul ben ibn Bišr, Aomar Tiberia, Al-Kindi, judovski astrolog Mašalah (Messahalla) iz 8. stoletja, Hermes in Dorotej (Dorotheos) iz Sidona. Celotno besedilo v latinskem izvirniku je kritično objavila Sheila Low-Beer v svoji doktorski disertaciji Herman of Carinthia: The Liber imbriam, The Fatidica and the De indagatione Cordis, Univerza mesta New York (The City University of New York).
Na njegovo delo se oslanjajo razni srednjeveški avtorji, npr. Albert Veliki (Albert von Bollstädt, Albertus Magnus) (1193/1206-1280), učitelj Tomaža Akvinskega (1225-1274), v svojem delu Speculum astronomiae.
Poleg Adelarda, Platona iz Tivolija (1134-1145), Gerarda iz Cremone (1114-1187) in Ivana Seviljskega je nesporno najpomembnejši prevajalec arabskih astronomskih del v 12. stoletju in popularizator islamske kulture v Evropi. Vpliv njegovih prevodov na razvoj srednjeveške evropske astronomije je bil izredno velik.